# Supervolcano
Supervolcano was een tweedelige serie van de BBC over de Yellowstonecaldera. In deze docufictie wordt getoond wat er zou gebeuren als de Yellowstonecaldera zou uitbarsten, wat de catastrofale gevolgen zouden zijn.
De serie werd oorspronkelijk uitgezonden op 13 maart 2005 op BBC One en heruitgezonden op 10 april 2005 door Discovery Channel. De slagzin van het programma was "Scientists know it as the deadliest volcano on Earth. You know it...as Yellowstone."

## Rolverdeling
- Michael Riley als Rick Lieberman
- Gary Lewis als Jockey Galvin
- Shaun Johnston als Matt
- Adrian Holmes als Dave
- Jennifer Copping als Nancy
- Rebecca Jenkins als Wendy Reiss
- Tom McBeath als Michael Eldridge
- Robert Wisden als Kenneth Wylie
- Susan Duerden als Fiona Lieberman
- Emy Aneke als Johnson
- Jane McLean als Maggie Chin
- Garwin Sanford als Bob Mann
- Sam Charles als William Lieberman
- Kevin McNulty als Joe Foster
- Shelagh Mitchell als Fiona's moeder
- Jay Hernandez als USAF piloot
- Leslie Reyes als Rachel
- Joanna Gosling als zichzelf
- Chris Lowe als zichzelf
- Anna Jones als zichzelf